# Powstanie Listopadowe. 1830–1831
Powstanie Listopadowe. 1830–1831 – polski fabularyzowany film dokumentalny z 1980 roku.
Tematem filmu jest historia powstania listopadowego. Film ukazuje wydarzenia mu towarzyszące od nocy listopadowej do upadku powstania w październiku 1831 roku. Film relacjonuje przebieg walk powstańczych w Warszawie, rekonstruuje najważniejsze wydarzenia polityczno – społeczne, przypomina starcia głównych ugrupowań politycznych. Ukazuje również stosunki społeczno-polityczne w Królestwie Polskim oraz stosunek krajów Europy do powstania.

## Obsada[1]
- Włodzimierz Bednarski – generał Jan Skrzynecki
- Henryk Bista – Franciszek Wołowski
- Czesław Byszewski – Adam Czartoryski
- Krzysztof Chamiec – Józef Chłopicki
- Stanisław Frąckowiak – Stanisław Barzykowski
- Ignacy Gogolewski – generał Horace Sebastiani, minister spraw zagranicznych Francji
- Jerzy Kaliszewski – generał Karol Kniaziewicz
- Krzysztof Kołbasiuk – książę de Mortemart[a], ambasador Francji w Rosji
- Władysław Kowalski – Joachim Lelewel
- Marek Lewandowski – Andrzej Koźmian
- Józef Para – hrabia Ludwik August Plater
- Ryszard Pietruski – generał Tomasz Andrzej Łubieński
- Karol Strasburger – Piotr Wysocki
- Jerzy Trela – Maurycy Mochnacki
- Wojciech Alaborski – Gustaw Małachowski
- Ryszard Barycz – generał Michał Radziwiłł
- Arkadiusz Bazak – generał Henryk Dembiński
- Mariusz Benoit – poseł Jan Ledóchowski
- Stanisław Bieliński – generał Stanisław Potocki
- Seweryn Butrym – Ksawery Drucki-Lubecki
- Janusz Bylczyński – generał Stanisław Trębicki
- Stanisław Jaśkiewicz – Julian Ursyn Niemcewicz
- Andrzej Kopiczyński – Władysław Tomasz Ostrowski
- Krzysztof Machowski – generał Emilian Węgierski
- Andrzej Mrowiec – Teodor Morawski
- Wiktor Nanowski – Jan Nepomucen Jezierski
- Włodzimierz Nowakowski – Ksawery Bronikowski
- Andrzej Siedlecki – pułkownik Józef Bem
- Marek Siudym – Andrzej Walchnowski
- Paweł Unrug – generał Piotr Szembek
- Janusz Zakrzeński – generał Ignacy Prądzyński
- Juliusz Berger – Cyryl Grodecki
- Jerzy Cnota
- Jerzy Felczyński – Tadeusz Antoni Mostowski
- Marek Kępiński – dyskutant w „Klubie”
- Piotr Komorowski
- Roman Kosierkiewicz – Wincenty Niemojowski; w czołówce nazwisko: Kosiorkiewicz
- Krzysztof Kumor – Aleksander Pułaski; w czołówce nazwisko: Kumar
- Czesław Lasota – Nikodem Boski
- Stefan Lewicki – Damazy Dobrogoyski (w filmie błędnie podpisany jako Ignacy Dobrogoyski, który zmarł w roku 1825)
- Juliusz Lisowski – sekretarz stanu
- Leopold Matuszczak – Leon Dembowski
- Jerzy Moes – adiutant Węgierskiego; w czołówce nazwisko: Moss
- Gabriel Nehrebecki
- Marek Nowakowski – Jan Czyński
- Bolesław Orski
- Jan Orsza – kasztelan Michał Kochanowski
- Lech Sołuba – Adam Gurowski
- Edward Sosna – gen. Jan Nepomucen Umiński
- Andrzej Szenajch – uczestnik narady w sali sejmu
- Janusz Szydłowski
- Wojciech Szymański – Ludwik Nabielak
- Zdzisław Szymborski – dyskutant w „Klubie”
- Andrzej Żółkiewski – Karol Szlegel
- Bogusław Sobczuk – narrator
- Michał Anioł – podchorąży; nie występuje w czołówce
- Zbigniew Buczkowski – dyskutant w „Klubie”; nie występuje w czołówce
- Mieczysław Janowski – mężczyzna na widowni sali sejmu; nie występuje w czołówce